# 대한민국 상법 제527조
대한민국 상법 제527조는 신설합뱡의 창립총회에 대한 상법 회사법의 조문이다.